# Blanca plana
Blanca plana es el nombre de una variedad cultivar de manzano (Malus domestica). Esta manzana es originaria de Galicia, está cultivada en la colección de árboles frutales y banco de germoplasma de Mabegondo con el n.° 156; ejemplares procedentes de esquejes localizados en Dodro (La Coruña).

## Sinónimos
- «Manzana blanca plana».[4][5]
- «Maceira blanca plana».

## Características
El manzano de la variedad blanca plana tiene un vigor elevado. Tamaño grande y porte erguido.
Época de inicio de brotación a partir del 29 de marzo y de floración a partir de 25 de abril.
Las hojas tienen una longitud del limbo de tamaño largo, con la máxima anchura del limbo ancha. Longitud de las estípulas media y la máxima anchura de las estípulas es ancha. Denticulación del borde del limbo es ondulado, con la forma del ápice del limbo acuminado y la forma de la base del limbo es obtuso. Con subestípulas presentes.
Sus flores tienen una longitud de los pétalos larga, anchura de los pétalos es ancha, disposición de los pétalos en contacto entre sí, con una longitud del pedúnculo media.
La variedad de manzana blanca plana tiene un fruto de tamaño grande, de forma plana-globosa, de color bicolor, con chapa salpicada, e intensidad media. Epidermis de textura suave, con pruina en su superficie, y con presencia de cera media. Sensibilidad al russeting (pardeamiento áspero superficial que presentan algunas variedades) muy poco sensible. Con lenticelas de tamaño mediano.
Los sépalos están dispuestos en forma erecta, superpuestos en su base; fosa calicina muy profunda de una anchura media. Pedúnculo de grosor grueso y de longitud medio, siendo la cavidad peduncular de profundidad media y de anchura media. Con pulpa de color crema, de firmeza es intermedia y textura intermedia; su jugosidad es intermedia con sabor de acidez media, dulzor medio-bajo y aromática.
Época de maduración y recolección a partir del 22 de agosto. Blanca plana es una manzana de aprovechamiento mixto, dedicada a la producción de sidra y se utiliza también como fruta de mesa.

## Susceptibilidades
- Oidio: ataque medio
- Moteado: no presenta
- Raíces aéreas: no presenta
- Momificado: ataque débil
- Pulgón lanígero: no presenta
- Pulgón verde: no presenta
- Araña roja: no presenta
- Chancro del manzano: no presenta[3]